# ルーバー

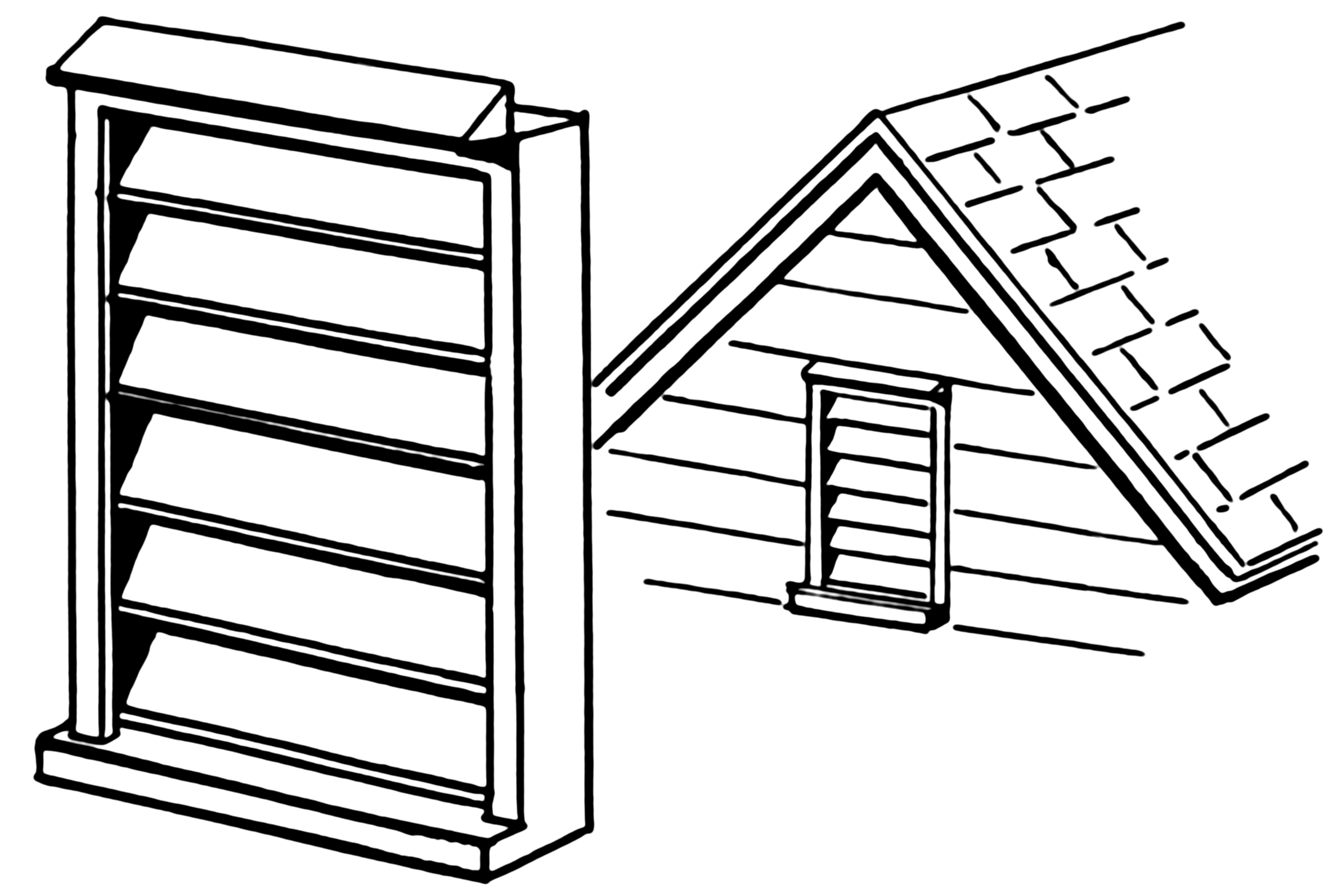
建築物でのルーバーの例

ルーバー（Louver）は、羽板（はいた）と呼ばれる細長い板、または羽板状の部材を平行に複数並べたものの総称。日よけ、通風のために隙間を開けて、羽目板を水平に並べて取り付けたもの。がらり、鎧張り（よろいばり）ともいう。

## ルーバーの用途
羽板の角度によって、外部からの目線や日光、風雨などを一定に遮ることができるため、日よけ、雨よけ、通風換気などに使用される。
柵や塀などとしてや、照明器具やエアコンなどを隠すことなどの、建築物をはじめとしてさまざまな箇所で用いられる。また、景観保護のため屋上設備や屋外階段を建物と一体化したデザインにするためにも利用される。
羽板の方向は使用箇所により縦のものも横のものもある。ルーバーの断面を見ると、カタカナのミの字状になっており、正面からでは向こう側が見えないが、視点をずらすことにより向こう側が見えるようになる。また、光や風の通る量を変えるため、羽板の角度が調節できるものもある。

## ルーバーの使用例
壁や天井の開口部に取り付けられる建具の場合、ルーバーが枠ごと開閉できるものは「鎧戸」、はめ殺しになっているものは「がらり」と呼ばれる。また、建築物と一体化されたものは、「ブリーズ・ソレイユ」と呼ばれることもある。
内燃機関において、低温時や軽負荷高速運転時のオーバークールを防ぐ目的で、放熱器に当たる風量を調節する可動式のものは、ラジエーターシャッターと呼ばれる。
気象測定用の百葉箱のケース（筐体）には、外気が入るようにルーバー（ガラリ）が使われている。

## ギャラリー

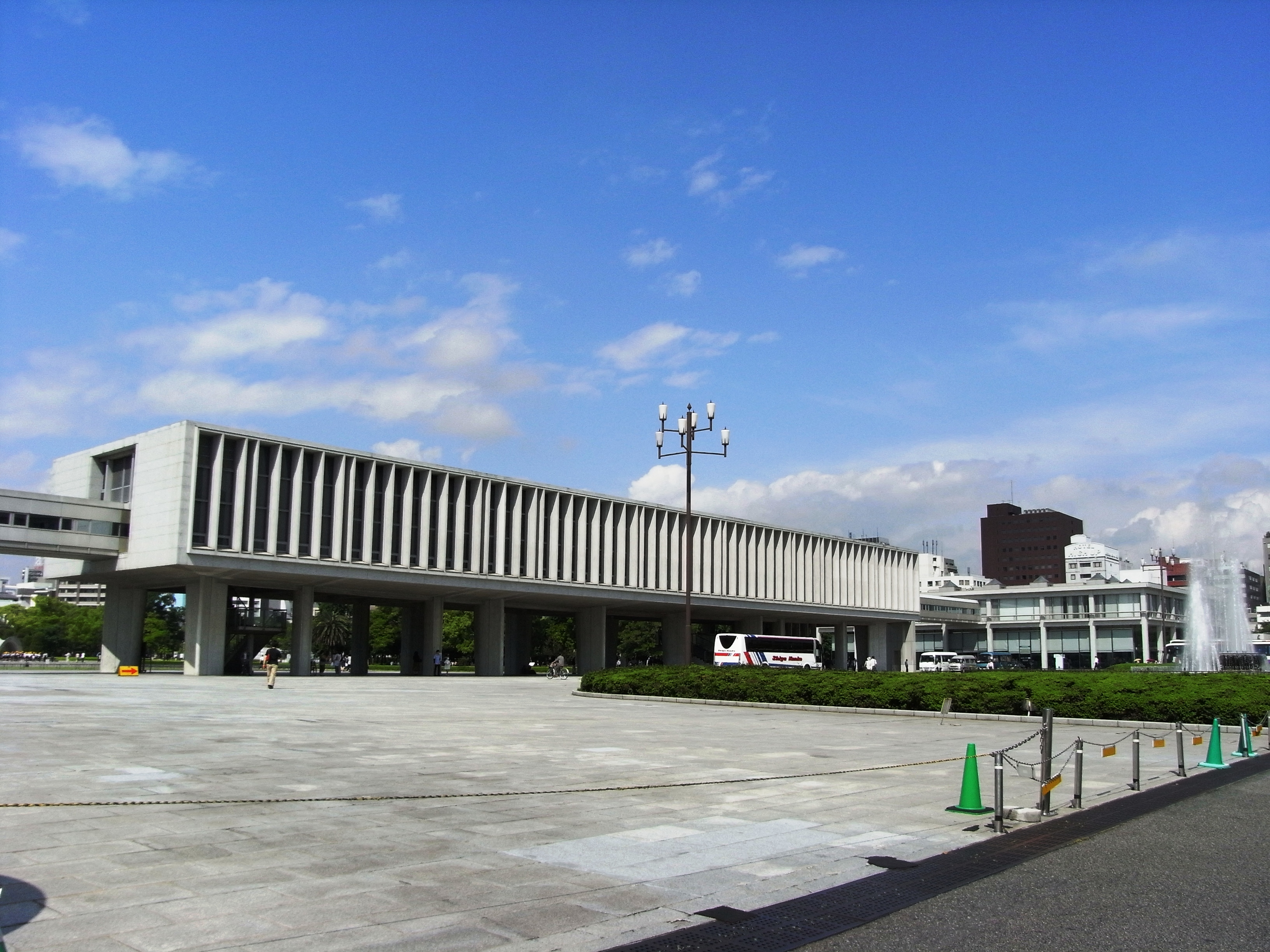
縦型のルーバーの例（広島平和記念資料館本館）
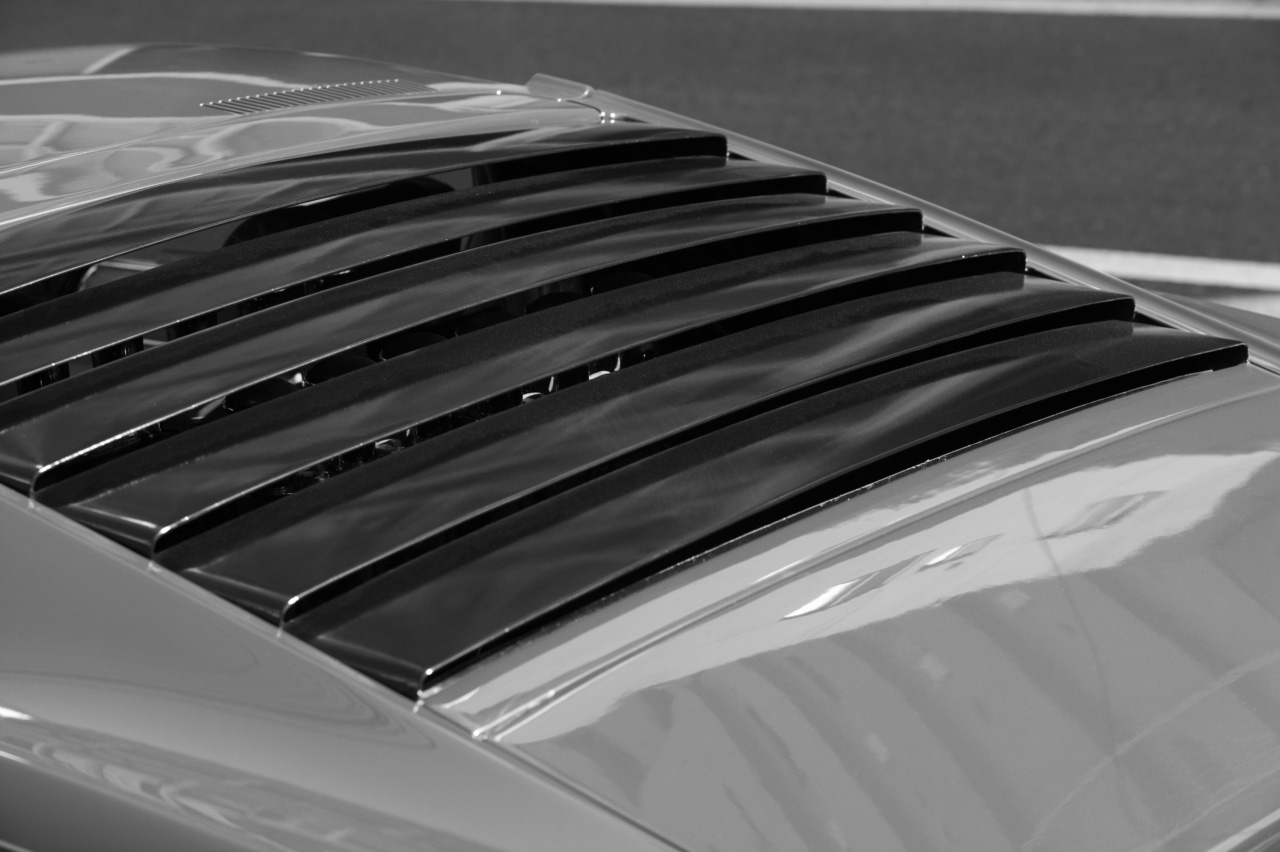
自動車でのルーバーの例
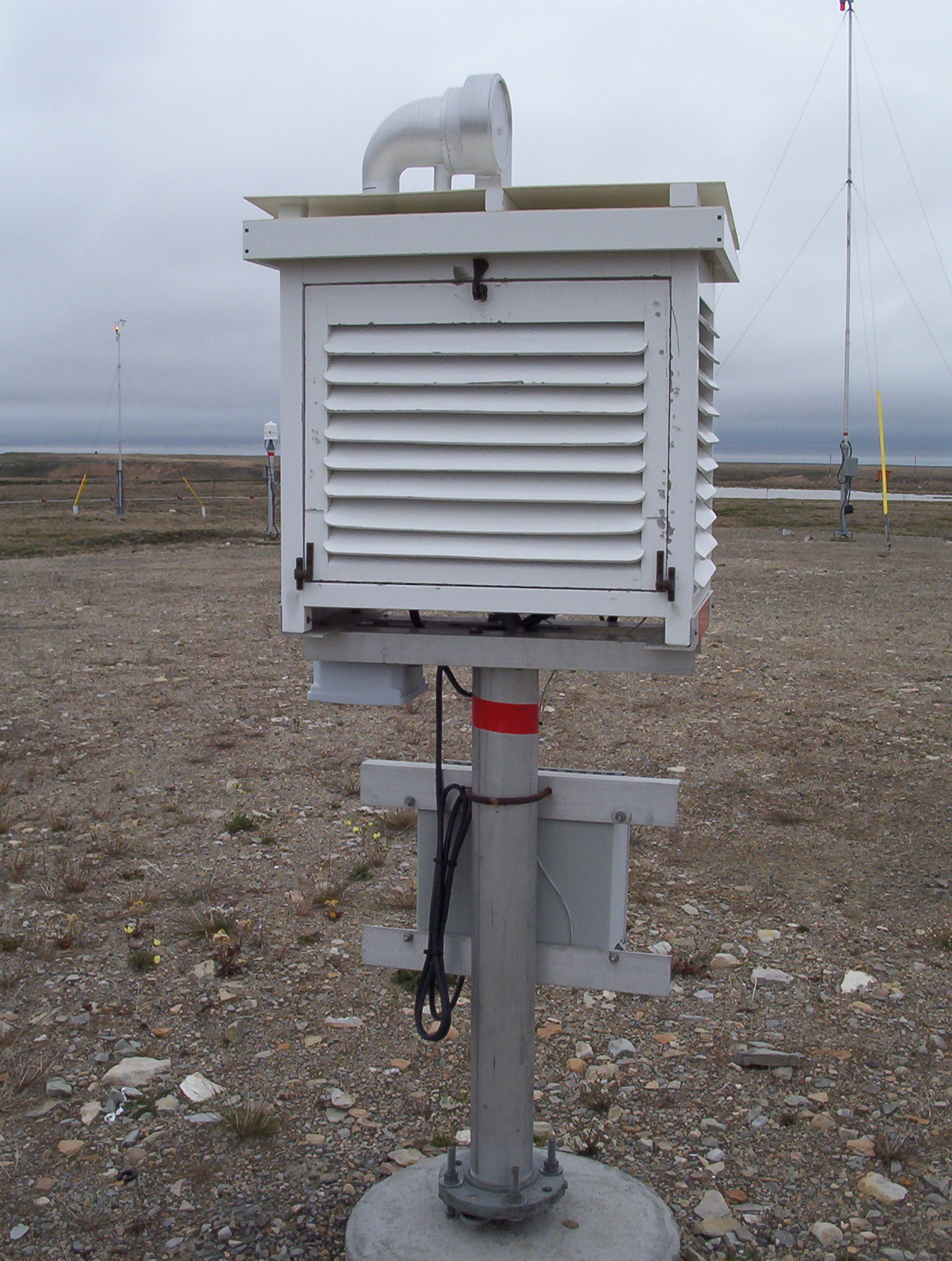
ルーバーが使われているスティーブンソン式百葉箱